# Легенда о пяти баранах
Легенда о пяти баранах — легенда из древнейшей истории китайского города Гуанчжоу, давшая этому городу современное название; словосочетание «пять баранов» используется также в большом количестве названий местных географических объектов и торговых марок. «Городом пяти баранов» Гуанчжоу стали называть в произведениях периода династии Тан, при этом истоки этих преданий могут быть прослежены до периода династии Цзинь; впоследствии в несколько изменённом виде эта легенда упоминалась и в произведениях эпохи династии Мин. Ныне «город пяти баранов» (кит. упр. 五羊城, пиньинь wǔyángchéng, палл. уянчэн) является неофициальным названием Гуанчжоу. Как предполагают современные учёные (в частности, историк Цэн Чжунмянь в своей работе 1948 года), легенда является отражением древней колонизации Линнаня предками китайцев с Центральной равнины. В 2007 году легенда о пяти баранах стала первым «объектом» Гуанчжоу, включённым в общекитайский список нематериального культурного наследия.
Легенда гласит, что в древние времена из-за засухи, свирепствовавшей несколько лет подряд, и неурожаев зерна люди, жившие на территории нынешнего Гуанчжоу, голодали. Но однажды раздался мелодичный звук, и люди увидели плывущие со стороны Южно-Китайского моря пять облаков, на которых находились пять небесных богов; у каждого был наряд особого цвета, и каждый восседал на баране того же цвета, держащем во рту шесть цветков риса; эти облака, согласно легенде, спустились на улицы Чутина (древнего города, на месте которого ныне расположен Гуанчжоу). Божества дали рис людям, оставили им пятерых баранов, а сами вернулись на небеса. Люди посеяли семена риса на земле Гуанчжоу, и с тех пор здесь, как говорится в легенде, всегда были благоприятный климат и обильные урожаи; пяти баранам люди воздвигли каменный памятник на склоне холма (а впоследствии и храм, где поклонялись им). Благодаря пяти овнам Гуанчжоу получил своё название.
Памятник пяти баранам в парке Юэсю был построен в 1959 году и ныне является одной из главных и наиболее известных туристических достопримечательностей города. Тема пяти баранов нашла широкое отражение в китайском искусстве и массовой культуре.